# Lijst van oorlogsmonumenten in Leiden
De Nederlandse gemeente Leiden heeft 29 oorlogsmonumenten. Hieronder een overzicht.
| Nr.                             | Object                                                                                   | Herdachte groep | Ontwerper                                                                                 | Onthulling                                                       | Type                    | Locatie | Plaats | Coördinaten                   | Foto                                                                                     |
| ------------------------------- | ---------------------------------------------------------------------------------------- | --- | ----------------------------------------------------------------------------------------- | ---------------------------------------------------------------- | ----------------------- | --- | ------ | ----------------------------- | ---------------------------------------------------------------------------------------- |
| 430                             | Vrouwenverzet                                                                            | verzet Nederland | Truus Menger-Oversteegen                                                                  | 5 mei 1985                                                       | beeld/sculptuur         | Agatha van Alkemadestraat, 2331 EG                                                                           | Leiden | 52° 9' 19" NB, 4° 27' 4" OL   | Vrouwenverzet                                                                            |
| 431                             | Monument aan de Haagsche Schouwweg                                                       | militairen in dienst van het Ned. Kon. 1940-1945 | Aart Glansdorp (ontwerper), Gerard Hoppen (beeldhouwer)                                   | 26 april 1941                                                    | overig                  | Haagsche Schouwweg                                                                                           | Leiden |                               | Monument aan de Haagsche Schouwweg                                                       |
| 2322                            | Plaquette in het NS-station                                                              | burgerslachtoffers | Ir. H.G.J. Schelling, dhr. H.J. Winkelman                                                 | 20 juli 1948                                                     | plaquette               | (plaquette verwijderd bij herbouw Station Leiden ca. 2008)                                                   | Leiden | 52° 9' 40" NB, 4° 29' 25" OL  | Plaquette in het NS-station                                                              |
| 2424                            | Oorlogsmonument Hartebrugkerk                                                            | algemeen | Jules Rummens                                                                             |                                                                  | reliëf                  | Haarlemmerstraat 110, 2312 HN                                                                                | Leiden | 52° 10' 34" NB, 4° 29' 18" OL | Oorlogsmonument Hartebrugkerk                                                            |
| 2425                            | Vrijheidsboom                                                                            | algemeen |                                                                                           | 4 mei 1946                                                       | boom (herplant in 1997) | Zeemanlaan, 2313 SV                                                                                          | Leiden | 52° 8' 59" NB, 4° 29' 46" OL  | Vrijheidsboom                                                                            |
| 2426                            | Bevrijdingsmonument                                                                      | algemeen |                                                                                           | 4 mei 1946                                                       | 4 bomen                 | Oosterstraat, 2315 LB                                                                                        | Leiden | 52° 9' 30" NB, 4° 30' 25" OL  | Bevrijdingsmonument                                                                      |
| 2427                            | Monument in het Stedelijk Gymnasium                                                      | burgerslachtoffers, vervolgden Nederland, verzet Nederland | Johan Coenraad Altorf                                                                     | 6 september 1946                                                 | gedenksteen             | Fruinlaan 15, 2313 EP                                                                                        | Leiden | 52° 9' 11" NB, 4° 30' 24" OL  | Monument in het Stedelijk Gymnasium                                                      |
| 2428                            | Monument aan de Alexanderstraat                                                          | burgerslachtoffers |                                                                                           | 7 september 1946                                                 | gedenksteen             | Alexanderstraat 13-15, 2316                                                                                  | Leiden | 52° 9' 51" NB, 4° 30' 7" OL   | Monument aan de Alexanderstraat                                                          |
| 2429                            | Monument in het politiebureau                                                            | burgerslachtoffers, verzet Nederland |                                                                                           | 25 februari 1947                                                 | plaquette               | Langegracht 11, 2312 NV                                                                                      | Leiden | 52° 9' 48" NB, 4° 29' 33" OL  | Monument in het politiebureau                                                            |
| 2430                            | Monument voor prof. mr. B.M. Telders (1)                                                 | verzet Nederland |                                                                                           | 13 december 1947                                                 | plaquette               | Rapenburg 45, 2311 GG                                                                                        | Leiden | 52° 9' 31" NB, 4° 29' 6" OL   | Monument voor prof. mr. B.M. Telders (1)                                                 |
| 2431                            | Monument voor prof. mr. B.M. Telders (2)                                                 | verzet Nederland |                                                                                           |                                                                  | gedenksteen             | Rapenburg 73, 2311 GJ                                                                                        | Leiden | 52° 9' 25" NB, 4° 29' 8" OL   | Monument voor prof. mr. B.M. Telders (2)                                                 |
| 2432                            | Monument in café De Tregter (hoek Witte Singel / Herenstraat)                            | militairen in dienst van het Ned. Kon. Leger 1940-1945, overig |                                                                                           |                                                                  | overig                  | (Eind 2013 niet aangetroffen. Volgens de eigenaar zeker twee decennia niet aanwezig.) Herenstraat 1, 2313 AD | Leiden | 52° 9' 12" NB, 4° 29' 23" OL  | Monument in café De Tregter (hoek Witte Singel / Herenstraat)                            |
| 2433                            | Gedenkramen in het Academiegebouw (Universiteit Leiden)                                  | algemeen | Louis Boermeester                                                                         | 25 november 1950                                                 | glas-in-lood            | Rapenburg 73, 2311 GJ                                                                                        | Leiden | 52° 9' 25" NB, 4° 29' 8" OL   | Gedenkramen in het Academiegebouw (Universiteit Leiden)                                  |
| 2434                            | Gobelin                                                                                  | algemeen | H.M. Koningin Wilhelmina (ontwerp)                                                        |                                                                  | overig                  | Rapenburg 73, 2311 GJ                                                                                        | Leiden | 52° 9' 25" NB, 4° 29' 8" OL   | Gobelin                                                                                  |
| 2435                            | Monument voor prof. mr. R.P. Cleveringa                                                  | verzet Nederland | Eja Siepman van den Berg                                                                  | 1981                                                             | beeld/sculptuur         | Rapenburg 73, 2311 GJ                                                                                        | Leiden | 52° 9' 25" NB, 4° 29' 8" OL   | Monument voor prof. mr. R.P. Cleveringa                                                  |
| 2436                            | Monument in de Universiteitsbibliotheek                                                  | burgerslachtoffers (medewerkers Universiteit Leiden) | Jos Damen                                                                                 | 26 november 2003                                                 | gedenksteen             | Witte Singel 27, 2311 BG                                                                                     | Leiden | 52° 9' 27" NB, 4° 28' 55" OL  | Monument in de Universiteitsbibliotheek                                                  |
| 2437                            | Monument aan de Hooglandsekerkgracht                                                     | algemeen | L.G. Verstoep                                                                             | 4 mei 1946                                                       | gedenksteen             | Hooglandsekerkgracht 19, 2312 HS                                                                             | Leiden | 52° 9' 36" NB, 4° 29' 6" OL   | Monument aan de Hooglandsekerkgracht                                                     |
| 2438                            | Jongen met de duif                                                                       | algemeen | Pieter Starreveld                                                                         | 27 september 1954                                                | beeld/sculptuur         | Stadhuisplein 1, 2311 EJ                                                                                     | Leiden | 52° 9' 29" NB, 4° 29' 28" OL  | Jongen met de duif                                                                       |
| 2439                            | Bevrijdingsmonument bij molen 'De Valk'                                                  | algemeen | Pieter Starreveld, Rijnlandse Kunstgieterij J.E. Stoxen, Steenhouwerij L.M. van Tetterode | 4 mei 1957                                                       | beeld/sculptuur         | Tweede Binnenvestgracht 1, 2312 BZ                                                                           | Leiden | 52° 9' 50" NB, 4° 29' 10" OL  | Bevrijdingsmonument bij molen 'De Valk'                                                  |
| 2440                            | Monument "de Naald"                                                                      | algemeen, vervolgden Nederland |                                                                                           |                                                                  | zuil                    | Atjehstraat 59, 2315 CP                                                                                      | Leiden | 52° 9' 54" NB, 4° 30' 37" OL  | Monument "de Naald"                                                                      |
| 2441                            | Monument bij het voormalige Joods Weeshuis                                               | vervolgden Nederland | Frans de Wit                                                                              | 2 mei 1989                                                       | plaquette               | Roodenburgerstraat 1/a, 2313 HH                                                                              | Leiden | 52° 9' 6" NB, 4° 29' 54" OL   | Monument bij het voormalige Joods Weeshuis                                               |
| 2442                            | Monument in het R.K. Lyceum St.-Bonaventura                                              | burgerslachtoffers |                                                                                           |                                                                  | plaquette               | Marienpoelstraat 6, 2334 CZ                                                                                  | Leiden | 52° 10' 15" NB, 4° 28' 60" OL | Monument in het R.K. Lyceum St.-Bonaventura                                              |
| 2495                            | Gedenkmonument (Sint Franciscus bekeert de wolf Gubbio); 500 jaar Franciscanen in Leiden | | Geurt Brinkgreve                                                                          | 1946                                                             | reliëf                  | Lange Mare, hoek Vrouwenkerkkoorstraat                                                                       | Leiden | 52° 9' 40" NB, 4° 29' 25" OL  | Gedenkmonument (Sint Franciscus bekeert de wolf Gubbio); 500 jaar Franciscanen in Leiden |
| 2532                            | Indië-monument                                                                           | militairen in dienst van het Ned. Kon. na 1945 | Gerard Brouwer (beeldhouwer), Jan Kleingeld (grafisch ontwerp)                            | 23 oktober 1999                                                  | beeld/sculptuur         | Morsstraat, 2312 BK                                                                                          | Leiden | 52° 9' 43" NB, 4° 29' 1" OL   | Meer afbeeldingen                                                                        |
| 3472                            | monument voor de vervolgde en vermoorde Joodse stadgenoten                               | vervolgden Nederland | Ram Katzir                                                                                | 17 maart 2010                                                    | beeld/sculptuur         | Zonneveldstraat 10 (en vier andere adressen), 2311 RV                                                        | Leiden | 52° 9' 26" NB, 4° 29' 23" OL  | monument voor de vervolgde en vermoorde Joodse stadgenoten                               |
|                                 | Gedenkplaat in Visser 't Hooft Lyceum                                                    | burgerslachtoffers |                                                                                           | 4 mei 1946                                                       | plaquette               | Kagerstraat 1, 2334 CP                                                                                       | Leiden |                               | Gedenkplaat in Visser 't Hooft Lyceum                                                    |
| Dit oorlogsmonument op Wikidata | Gijselaarsbank, ook wel bekend als "werklozenbank"                                       | hulde aan jhr. N.C. de Gijselaar voor zijn inzet tijdens de Eerste Wereldoorlog om tekorten aan voedsel, kleding en brandstoffen te verminderen en deze goederen eerlijk te verdelen. | Willem Coenraad Brouwer                                                                   | 1920, herplaatst in 1985 na in 1983 tijdelijk verwijderd te zijn | gedenkbank              | Rapenburg (kop)                                                                                              | Leiden | 52° 9' 36" NB, 4° 29' 6" OL   | Gijselaarsbank, ook wel bekend als "werklozenbank"                                       |
| Dit oorlogsmonument op Wikidata | Monument voor Marinus van der Lubbe                                                      | beschuldigde Rijksdagbrand | Sluik & Kurpershoek                                                                       | 3 febr. 1993                                                     | monument                | Morspoort | Leiden |                               | Monument voor Marinus van der Lubbe                                                      |
|                                 |                                                                                          | Leden van L.V.V.S. Augustinus die zijn omgekomen tijden de Tweede Wereldoorlog |                                                                                           |                                                                  | plaquette               | Rapenburg 24, 2311EW                                                                                         | Leiden | 52° 9' 31" NB, 4° 29' 8" OL   |                                                                                          |
|                                 | Plaquette                                                                                | Ernst de Jonge | Christien Nijland & Lucie Nijland                                                         | maart 2012                                                       | plaquette               | Breestraat 50, 2311CS                                                                                        | Leiden |                               | Plaquette                                                                                |
| Dit oorlogsmonument op Wikidata | Stolpersteine                                                                            | Vervolgden Nederland | Gunter Demnig                                                                             |                                                                  | reliëf                  | Zie Lijst van Stolpersteine in Leiden                                                                        | Leiden |                               | Meer afbeeldingen                                                                        |